# Elisabeth (musical)
Elisabeth – wiedeński, niemieckojęzyczny musical, ze słowami Michaela Kunzego i muzyką Sylvestra Leavy. Przedstawia życie i śmierć austriackiej cesarzowej Elżbiety, żony cesarza Franciszka Józefa. Został przetłumaczony na siedem języków i obejrzało go ponad dziesięć milionów widzów na całym świecie, co czyni go najbardziej utytułowanym niemieckojęzycznym musicalem wszech czasów.
Musical został również wydany w licznych wersjach na CD i DVD.

## Streszczenie
Musical opowiada historię Elisabeth "Sisi", cesarzowej Austrii, od jej zaręczyn i ślubu w 1854 roku do jej morderstwa w 1898 r. z rąk włoskiego anarchisty Luigiego Lucheniego, przez pryzmat jej rosnącej obsesji na temat śmierci, i rozpadu austriackiego imperium na przełomie XIX i XX wieku.

## Fabuła
Spektakl zaczyna się w "nocnym świecie umarłych i marzycieli", gdzie Luigi Lucheni jest przesłuchiwany przez sędziego, w sprawie zabójstwa cesarzowej Elżbiety. Lucheni twierdzi, że nie zrobił więcej, niż sama Elisabeth chciała, przez całe życie Elisabeth kochała Śmierć – i odwrotnie. Jako świadków, Lucheni wskrzesza zmarłą arystokrację minionej epoki i przenosi nas w przeszłość, gdzie służy jako pewien ironiczny narrator zdarzeń, które prowadzą do przekształcenia słodkiej i niewinnej Sisi w adorowaną i niesławną Elżbietę, cesarzową Austrii i Węgier, oraz pokazuje jej upadek w ciągu kolejnych lat, aż do jej śmierci.
W młodym wieku Sisi dorastała w środowisku pozornie bez zmartwień, doświadczenie jej pierwszego spotkania ze śmiercią wprowadziło do jej życia relację miłości i nienawiści, która będzie trwała przez całe jej życie.
Lucheni twierdzi, że Franciszek Józef, Cesarz Austrii, wybierając Elisabeth jako swoją narzeczoną – tym razem sprzeciwiając się jego apodyktycznej matce Zofii – rozpoczyna łańcuch zdarzeń, które doprowadzają do upadku Habsburskiego imperium. Sama Elisabeth wkrótce pożałuje rzekomo "bajkowego małżeństwa" jako największego błędu w swoim życiu. Czuje się opuszczona przez jej niedbałego męża, psychicznie maltretowana przez jej dominującą teściową i ma przewlekłą depresję z powodu jej samotności. Jest tylko jedna rzecz, która trzyma ją emocjonalnie pobudzoną – mroczny zmysłowy cień Śmierci; lecz Elisabeth bardzo chce przypieczętować ich związek. Gdy śmierć zabiera jej małą córkę, młoda cesarzowa jest bardzo wstrząśnięta tragedią, ale nie chce poddać się tańcowi ze śmiercią.
Po tym, jak jej troje dzieci, w tym jej jedynego syna Rudolfa, zabrała Zofia, Elisabeth staje się twardą, zimną i egoistyczną kobietą. Ucieka z austriackiego dworu i spędza dekady niespokojnie, podróżując po całym świecie, na próżno próbując uciec od strachu przed pustką. W końcu Elisabeth godzi się z mężem i znajduje nowy sens w życiu, kiedy pomaga zjednoczyć Austrię i Węgry, ale jej nowy życiowy cel sprawia, że jeszcze bardziej zaniedbuje jej delikatnego psychicznie syna, śląc młodego Rudolfa w głęboką depresję i zmuszając go do relacji ze śmiercią.
Samotność Rudolfa i naciski ojca powodują u niego załamanie i przyjmuje on śmierć, popełniając samobójstwo w Mayerling z kochanką, Marią Vetsera. To wydarzenie całkowicie załamuje Elisabeth i prosi ona śmierć aby ją zabrała. Jednak jej poniżony kochanek, odmawia przyjęcia jej.
Kolejne dekady mijają. Elisabeth nadal wędruje z miejsca na miejsce, przywdziewając żałobę. Franciszek Józef odwiedza ją od czasu do czasu, błagając, aby wróciła do domu, do Wiednia, mocno wierząc, że miłość jest odpowiedzią na wszystkie smutki, ale Elisabeth odmawia, powołując się na to, że czasami miłość po prostu nie wystarczy, aby wyleczyć stare rany.
W końcu w przerażającej wizji upadku Habsburgów, cesarz Franciszek Józef, wreszcie spotyka swojego tajemniczego przeciwnika. Patrzy, jak Śmierć rzuca Lucheniemu sztylet, ale przygnieciony ciężarem jego cesarskiego herbu, nie jest w stanie uratować żony.
10 września 1898 roku, w drodze, aby wsiąść na statek w Genewie, cesarzowa Elżbieta zostaje śmiertelnie pchnięta prymitywnie zaostrzonym nożem w serce. Gdy leży ona umierająca, przychodzi Śmierć, aby zabrać jej ducha pocałunkiem.

## Bohaterowie
- Elżbieta Bawarska (Elisabeth), cesarzowa Austrii i  późniejsza Królowa Węgier
- Śmierć, uosobienie
- Luigi Lucheni, anarchista i zabójca Elżbiety. Gra narratora.
- Franciszek Józef, Cesarz Austrii, późniejszy Król Węgier
- Zofia Wittelsbach, dyktatorska matka Franciszka Józefa
- Rudolf, syn Elizabeth i Franciszka Józefa
- Max, książę Bawarii, ojciec Elizabeth
- Ludovika, księżna Bawarii, matka Elizabeth i siostra Zofii
- Helena, siostra Elizabeth
- Hrabina Esterházy, dama dworu, mistrzyni ceremonii
- Hrabia Grünne, doradca Franciszka Józefa
- Arcybiskup kardynał Rauscher, głowa kościoła Rzymsko-katolickiego w Austrii
- Felix zu Schwarzenberg, Minister Stanu
- Pani Wolf, gospodyni burdelu w Wiedniu[3]

## Historia produkcji
Światowa premiera Elisabeth, reżyserowana przez Harryego Kupfera, odbyła się 3 września 1992 roku w Theater an der Wien w Wiedniu, gdzie był grany do stycznia 1997 roku. Po krótkiej przerwie, wznowiono go 4 września 1997. Ostateczna data zamknięcia to 25 kwietnia 1998. W październiku 2002 roku w 10-lecie musicalu w Wiedeńskim Konzerthaus odbyła się miniseria koncertów. Wiedeńskie spektakle zostały wznowione 1 października 2003 r. i trwały do 4 grudnia 2005.
Musical został wystawiony w następujących krajach:
- Austria,
- Japonia,
- Węgry,
- Szwecja,
- Holandia,
- Niemcy,
- Włochy,
- Finlandia,
- Szwajcaria,
- Chiny,
- Korea Południowa,
- Litwa,

w następującej kolejności:
- IX.1992-IV.1998 - Wiedeń (Austria)
- II-III.1996 - Tokio (Japonia), Takarazuka
- VI.1996 - Tokio (Japonia)
- VIII-X.1996 - Segedyn (Węgry)
- VIII.1996 - Budapeszt (Węgry)
- XI-XII.1997 - Tokio (Japonia), Takarazuka
- III.1997 - Tokio (Japonia)
- VIII.1997 - Segedyn (Węgry)
- II-III.1998 - Tokio (Japonia), Takarazuka
- IX-XII.1999 - Karlstad (Szwecja)
- XI.1999-VII.2001 - Haga (Holandia)
- IV-IX.2000 - Miszkolc (Węgry)
- VI-VIII.2000 - Tokio (Japonia)
- III.2001-VI.2003 - Essen (Niemcy)
- III-IV.2001 - Tokio (Japonia)
- V.2001 - Nagoja (Japonia)
- VIII.2001 - Osaka (Japonia)
- X.2001 - Fukoka (Japonia)
- X.2001 - Miszkolc (Węgry)
- VII-XI.2002 - Tokio (Japonia), Takarazuka
- I-II.2003 - Tokio (Japonia)
- 2003-2005 - Wiedeń (Austria), wznowienie
- III-V.2004 - Tokio (Japonia)
- VII.2004 - Triest (Włochy)
- VIII.2004 - Nagoja (Japonia)
- X.2004 - Fukoka (Japonia)
- XI-XII.2004 - Osaka (Japonia)
- II-III.2005 - Japonia, Takarazuka
- III.2005-IX.2006 - Stuttgart (Niemcy)
- IV-V.2005 - Tokio (Japonia)
- VIII.2005 -Triest (Włochy)
- IX.2005 - Tokio (Japonia)
- IX.2005-XII.2006 - Turku (Finlandia)
- IX.2006 - Tokio (Japonia)
- VII-VIII.2006 - Thun (Szwajcaria)
- III-V.2007 - Tokio/Osaka (Japonia)
- V-VI.2007 - Japonia, Takarazuka
- VI-VIII.2007 - Tokio (Japonia)
- IV-IX.2008 - Berlin (Niemcy)
- VIII.2008 - Nagoja (Japonia)
- IX.2008 - Fukoka (Japonia)
- X.2008-I.2009 - Zurych (Szwajcaria)
- XI-XII.2008 - Tokio (Japonia)
- I-II.2009 - Osaka (Japonia)
- III-IV.2009 - Antwerpia (Belgia)
- V-VI.2009 - Japonia, Takarazuka
- VII-VIII.2009 - Japonia, Takarazuka
- VIII.2009 - Segedyn (Węgry)
- X-XII.2009 - Monachium (Niemcy), trasa
- XII.2009-I.2010 - Frankfurt (Niemcy)
- I-II.2010 - Brema (Niemcy)
- II-III.2010 - Bregencja (Austria)
- III-IV.2010 - Düsseldorf (Niemcy)
- VIII-X.2010 - Tokio (Japonia)
- X-XI.2011 - Kolonia (Niemcy)
- XII.2011 - Frankfurt (Niemcy)
- XII.2011-I.2012 - Monachium (Niemcy)
- I-II.2012 - Bazylea (Niemcy)
- II-V.2012 - Seul (Korea Południowa)
- II-III.2012 - Essen (Niemcy)
- III.2012 - Brema (Niemcy)
- III-IV.2012 - Chemnitz (Niemcy)
- IV.2012 - Elfurt (Niemcy)
- IV.2012 - Lipsk (Niemcy)
- IV.2012 - Drezno (Niemcy)
- V.2012 - Tokio (Japonia)
- VII-IX.2013 - Seul (Korea Południowa)
- VI-IX.2015 - Seul (Korea Południowa)
- II.2022 - Kowno (Litwa)[4]

## Lista utworów
W niektórych produkcji Elisabeth znalazły się dodatkowe utwory, nie są one przedstawiane we wszystkich produkcjach. Kolejność utworów również jest często inna, najbardziej jest to widoczne porównując niemiecką i austriacką wersję. Ta lista piosenek i porządek, z tytułami w języku niemieckim, opiera się na oryginalnej wiedeńskiej produkcji, z wyjątkiem gdzie zaznaczono.
Akt I:
- Prolog[5] – Sędzia, Lucheni, Śmierć
- Wie du[6] – Elizabeth, Max
- Schön, euch alle zu seh'n[7] – Ludovika, Helena, rodzina
- Kein Kommen ohne Geh'n[8] – Śmierć (węgierska, japońska, wiedeńskiej produkcja tylko w 2012r (w Wiedeńskiej produkcji z 2012r śpiewana przez Śmierć i Elisabeth)
- Schwarzer Prinz[9] – Elisabeth (pierwotnie bezpośrednia repryza Wie du, przepisana dla holenderskiej premiery i późniejszych produkcji, wycięta w wiedeńskiej produkcji z 2012r)
- Jedem gibt er das Seine[10] – Zofia, Franciszek Józef, sąd
- So wie man plant und denkt...[11] – Lucheni, Zofia, Helena, Elisabeth, Franciszek Józef
- Nichts ist schwer[12] – Franciszek Józef, Elisabeth
- Alle Fragen sind gestellt[13] – weselny chór (i Śmierć w produkcji Takarazuki [Japonia])
- Sie passt nicht[14] – Zofia, Max, goście weselni
- Der letzte Tanz[15] – Śmierć
- Eine Kaiserin muss glänzen[16] – Zofia, hrabina Esterházy, damy dworu
- Ich Gehör Nur Mir[17] – Elisabeth
- Die Ersten Vier Jahre[18] – Lucheni, Elisabeth, Zofia, damy dworu, Franciszek Józef, sąd, Węgrzy (finał całkowicie przepisany dla produkcji Takarazuki i częściowo do węgierskiej wersji.)
- Die Schatten werden länger[19] – Śmierć
- Die fröhliche Apokalypse[20] – Lucheni, właściciele kawiarni
- Kind oder nicht[21] – Zofia, hrabina Esterházy, młody Rudolf (pojawia się w niemieckiej premierze i w kolejnych spektaklach, poza produkcją Takarazuki)
- Elisabeth, mach auf mein Engel[22] – Franciszek Józef, Elisabeth, Śmierć
- Milch[23] – Lucheni, biedni (i Śmierci w produkcji Takarazuki)
- Schönheitspflege[24] – hrabina Esterházy, damy dworu
- Ich will dir nur sagen (repryza Ich Gehör Nur Mir)[25] – Franciszek Józef, Elisabeth, Śmierć (początkowo tylko Franciszek Józef i Elisabeth w oryginalnej wiedeńskiej i Węgierskiej produkcji)

Akt II:
- Kitsch[26] – Lucheni
- Éljen[27] – węgierski tłum, Lucheni (pominięta w jednej z niemieckich produkcji)
- Wenn ich tanzen will[28] – Śmierć, Elisabeth (napisane dla niemieckiej premiery i pojawia się w kolejnych produkcjach, z wyjątkiem węgierskiej)
- Mama, wo bist du?[29] – młody Rudolf, Śmierć
- Mama, wo bist du? (repryza) – młody Rudolf, Śmierć (oryginalnie tylko w holenderskiej produkcji; scena została umieszczona w szczelinie po przesunięciu wcześniejszej piosenki do I aktu)
- Sie ist verrückt[30] – Elisabeth, Pani Windisch
- Nichts, nichts, gar nichts[31] – Elisabeth (pierwotnie sekwencja taneczna z Elisabeth jako Titania ze Snu nocy letniej; brakuje drugiej połowy piosenki w produkcji Takarazuki)
- Ich Gehör Nur Mir (repryza) - Elisabeth (produkcja Takarazuki)
- Wir oder sie[32] – Zofia, sąd
- Nur kein Genieren[33] – pani Wolf, Lucheni, prostytutki
- Die letzte Chance (Maladie)[34] – Śmierć, Elisabeth
- Zwischen Traum und Wirklichkeit – Elisabeth (tylko japońska produkcja Toho, a także nagrana dla  produkcji ze Stuttgartu, choć nie używana w przedstawieniach)
- Streit Mutter und Sohn[35] – Franciszek Józef, Zofia
- Bellaria[36] – Zofia (w pierwszej kolejności pojawiły się w węgierskiej i japońskiej produkcji, od 1996 roku jest obecny na wszystkich przedstawieniach, z wyjątkiem produkcji Takarazuki)
- Die rastlosen Jahre[37] – Franciszek Józef, sąd, damy dworu
- Jagd – kolejno przedstawia polowania Elisabeth w Europie w oryginalnej wiedeńskiej produkcji (zostaje usunięty we wszystkich, z wyjątkiem produkcji węgierskiej)
- Die Schatten werden länger[38] – Śmierć, Rudolf
- Streit Vater & Sohn[39] – Rudolf, Franciszek Józef (po raz pierwszy pojawiła się w holenderskiej produkcji oraz produkcji z Essen, następnie umieszczona w późniejszych wiedeńskich i niemieckich produkcjach)
- Hass[40] – antysemici, Lucheni (wycięta z produkcji Takarazuki ze względu na kontrowersyjne treści)
- Verschwörung – Rudolf, węgierscy nacjonaliści (wycięta z wiedeńskiej produkcji; rozszerzona w produkcji Takarazuki)
- Wie du (repryza) – Elisabeth, duch Maxa (wycięta z produkcji Takarazuki)
- Wenn ich dein Spiegel wär[41] – Rudolf, Elisabeth
- Mayerling-Walzer – Rudolf, Śmierć, Maria Vetsera (poszerzono orkiestrę w produkcji Takarazuki w 1996 i taka wersja używana jest dzisiaj)
- Rudolf, wo bist du? (Totenklage)[42] – Elisabeth (duet z duchem Zofii w holenderskiej i węgierskiej produkcji)
- Kein Kommen ohne Geh'n (repryza) – Śmierć (produkcja Takarazuki)
- Mein neues Sortiment (repryza Kitsch) – Lucheni
- Boote in der Nacht[43] – Elisabeth, Franciszek Józef
- Am Deck der sinkenden Welt[44] – Lucheni, Śmierć, Franciszek Józef, Habsburgowie (w produkcji Takarazuki brakuje pierwszej połowy piosenki)
- Der Schleier fällt[45] - Elisabeth, Śmierć
- Schlussapplaus – instrumentalne zakończenie (długość i instrumenty różnią się w zależności od produkcji)